# Воиниђешти (Горж)
Воиниђешти (рум. Voinigești) насеље је у Румунији у округу Горж у општини Балешти. Oпштина се налази на надморској висини од 182 m.

## Становништво
Према подацима из 2002. године у насељу је живело 125 становника, од којих су сви румунске националности.